# Ilche (kommunhuvudort)
Ilche är en kommunhuvudort i Spanien.   Den ligger i provinsen Provincia de Huesca och regionen Aragonien, i den nordöstra delen av landet, 400 km nordost om huvudstaden Madrid. Ilche ligger 322 meter över havet och antalet invånare är 258.
Terrängen runt Ilche är lite kuperad. Runt Ilche är det ganska tätbefolkat, med 65 invånare per kvadratkilometer. Närmaste större samhälle är Barbastro, 10,4 km nordost om Ilche. Trakten runt Ilche består till största delen av jordbruksmark.